# Il ginocchio di Claire
Il ginocchio di Claire (Le genou de Claire) è un film del 1970 scritto e diretto da Éric Rohmer.
È il quinto capitolo del ciclo dei Sei racconti morali (Six contes moraux), una serie di opere del regista francese composta da un cortometraggio, un mediometraggio e quattro lungometraggi. Segue La mia notte con Maud (1969) e precede L'amore il pomeriggio (1972).

## Trama
In vacanza sul lago di Annecy, in Savoia, Jérôme, diplomatico francese di 35 anni, incontra la scrittrice Aurora, sua amica sin dai tempi dell'infanzia, che lo introduce nella famiglia Walter, da cui è a pensione. Egli le annunzia il suo prossimo matrimonio con Lucinda, svedese di algida e severa bellezza. Non ha dubbi sulla giustezza della sua scelta: le relazioni con altre donne, cui pure non si è sottratto, gli sono parse inutili, prive di significato. Aurora lo sfida a mettere alla prova tale sua convinzione con Laura, figlia adolescente della sua ospite che, a suo dire, è innamorata di lui.
Nel corso di una lunga camminata in montagna, tra i due si stabilisce una sincera e profonda comunicazione, ma lei respinge i suoi approcci, pur dando segno di poterlo amare. Qualche giorno dopo (siamo in luglio, tempo di vacanza) giunge Claire, sorellastra di Laura, più spigliata e disinibita. È il ginocchio di lei, colto nella piena luce del sole, mentre sta raccogliendo ciliegie dall'albero, a catturare il desiderio di Jérôme. Per Aurora, deus-ex-machina della vicenda, egli potrà dominare tale ossessione, solo possedendone l'oggetto: il ginocchio.
L'occasione si presenta presto: Claire gli chiede un passaggio sul motoscafo per una località sul lago. Un temporale costringe i due a rifugiarsi in un casolare. Qui Jérôme le racconta di aver visto Gilles, il fidanzato di lei, in affettuosa intimità con una loro amica. Approfittando delle sue lacrime e del suo disorientamento, le pone la mano sul ginocchio, dove la trattiene sino alla fine del temporale, sotto il suo sguardo smarrito. Confida l'accaduto all'amica scrittrice, sottolineando la moralità del suo gesto: ha salvato il proprio matrimonio e ha aperto a Claire gli occhi sulla inaffidabilità del suo ragazzo. Ma la superficialità, la parzialità della sua comprensione dell'universo femminile è subito rivelata. La fine vede Gilles e Claire, seduti insieme su una panchina in riva al lago.

## Produzione
Il film è prodotto da Barbet Schroeder.

### Soggetto
Le genou de Claire è l'elaborazione di un vecchio soggetto (La roseraie) apparso nel 1951, sul n. 5 dei "Cahiers du Cinéma", firmato da Rohmer e Paul Gegauff. Nella sceneggiatura del film appare un esplicito riferimento a La roseraie nelle parole pronunciate da Aurora su un suo vecchio progetto di romanzo.

### Fotografia
(Jacques Fieschi, Cinématographe, febbraio 1981)

## Critica
Michele Mancini:
(Mancini 1988, p. 73)
Paolo Mereghetti:
(Mereghetti, p. 487)

## Riferimenti letterari
(Legrand)

## Riconoscimenti
- 1971 – National Board of Review
  - Miglior film straniero
- 1971 – Festival internazionale del cinema di San Sebastián
  - Concha de Oro